# Scandic Distilleries
Scandic Distilleries este o companie producătoare de băuturi alcoolice din România, parte a grupului European Drinks & Foods.
Compania produce votca Kazaciok, votca Moskoff, ginul Gillman, votca Scandic Pop, Rieni Tărie de Bihor, lichiorul și crema de lichior Tanita.
Număr de angajați în 2005: 320
Cifra de afaceri în 2005: 36,7 milioane euro
Profit net în 2005: 3,2 milioane euro